# Leptogenys hodgsoni
Leptogenys hodgsoni é uma espécie de formiga do gênero Leptogenys, pertencente à subfamília Ponerinae.